# Héctor Gutiérrez Ruiz
Héctor "Toba" Gutiérrez Ruiz (* 21. Februar 1934 in Montevideo; † Mai 1976 in Buenos Aires) war ein uruguayischer Politiker und Journalist.
Von 1959 bis 1960 studierte er Philosophie in Spanien. 1961 heiratete er Matilde Rodríguez Larreta, mit der er insgesamt fünf Kinder hatte. Einer seiner Söhne ist Mateo Gutiérrez. Von 1971 bis 1972 war er Leiter der Tageszeitung El Debate. Gutiérrez Ruiz, der der Partido Nacional angehörte, saß in der 40. und 41. Legislaturperiode als Abgeordneter für das Departamento Tacuarembó vom 15. Februar 1967 bis zum Putsch am 27. Juni 1973 in der Cámara de Representantes. 1972 und 1973 übte er dabei das Amt des Kammerpräsidenten aus. Nachdem er nach dem Staatsstreich nach Argentinien flüchtete und dort in illegalen Unterkünften teilweise gemeinsam mit Zelmar Michelini und Mario Benedetti lebte, wurde er ebenso wie Michelini und die Tupamaro-Aktivisten Rosario Barredo und William Whitelaw im Rahmen der Operation Condor in der Nacht zum 19. Mai 1976 von einem argentinisch-uruguayischen Militärkommando entführt. Am 20. Mai 1976 wurden sie gefoltert und ermordet in einem Auto aufgefunden. Die Entführung und Ermordung ist Gegenstand der Dokumentation Destino Final.